# Українська асоціація постачальників торговельних мереж
Украї́нська асоціа́ція постача́льників торгове́льних мере́ж була створена у 2010 році для захисту інтересів постачальників, які постраждали від закриття торговельної мережі «Оке'й Україна».Об'єднує підприємства, які постачають продукти та товари до продуктових торговельних мереж, у тому числі виробників.

## Про організацію
Асоціація представляє інтереси виробників і дистриб'юторів, що поставляють продукцію в продуктові торговельні мережі. Консультує з питань співробітництва з торговими мережами, інформує про платоспроможність, захищає інтереси постачальників у їх взаємовідносинах з торговими мережами, виступає в спірних ситуаціях на стороні постачальників, у тому числі в судових процесах. Асоціація забезпечує комунікацію виробників і дистриб'юторів зі ЗМІ, бере участь у формуванні громадської думки про продукції українського виробництва, координує роботу постачальників. Представляє інтереси постачальників в державних органах влади, в тому числі в галузі законодавчого регулювання.
У листопаді 2012 року члени Асоціації провели мітинг під посольством Естонії в Україні з завданням звернути увагу керівництва країни на недобросовісні дії одного з акціонерів торговельної мережі «Оке'й Україна». 
Після
11 лютого 2015 року Господарський суд
Києва затвердив мирову угоду по справі
про банкрутство ТОВ «О’кей Україна»
між торговельною мережею та кредиторами.
Ця справа стала
прецедентною у зв’язку з тим, що раніше
торгова мережа, яка знаходилася у стадії
банкрутства не проводила виплат
кредиторам. 

## Бойкот російських товарів (Не купуй російське)
У березні 2014 року Асоціація постачальників торговельних мереж мереж виступила зі зверненням до постачальників і торговельних мереж про зниження продажу товарів, які мають російське походження, тобто російськими або міжнародними компаніями на території Російської Федерації. Таким чином Асоціація підтримала бойкот російських товарі в Україні. Також Асоціація привернула увагу на те, що товар походженням з Росії не обов'язково повинен мати штрих-код, який починається з «46»..
Акція Не купуй російське!, яка була підхоплена з соціальних мереж Українською асоціацією постачальників торговельних мереж, призвела до зростання долі українських виробників практично в усіх сегментах споживання: продуктів харчування, косметики, одягу, взуття тощо..
Загальне падіння продажу продуктів харчування та супутніх товарів, які були вироблені у Російській Федерації, у 2014 році за оцінками Асоціації склало біля $500млн. Загалом з іншими товарними ринками, у тому числі одежі та взуття, падіння складає не менш $1млрд. .  За  підсумками 2015 року планується скоротити
продажі продуктів харчування та споживчих
товарів, вироблених в РФ на $2млрд.
Широка відмова  від продажу товарів, вироблених у РФ став відбуватися після звернення Асоціації постачальників торговельних мереж к постачальникам та торговим мережам у березні 2014 року. Кілька великих рителейрів оголосили, що згодні знижувати присутність російських товарів на полицях магазинів. Деякі невеликі торговельні мережі у квітні 2014 року оголосили о  повній відмов від продажу товарів з Російської федерації.

## Інша діяльність
У жовтні 2013 після появи інформації про накладення на найбільші торговельні мережі штрафу Антимонопольного комітету України в 20 млрд грн УАПТС виступила із заявою про необхідність виважено приймати рішення, так як від нього залежить більшість постачальників і виробників..
У травні 2014 року Антимонопольний комітет України звернувся до Асоціації з метою представити свої аргументи у справі про накладення штрафу на найбільші торговельні мережі на загальну суму 20 млрд, грн.
У квітні 2014 Асоціація надала дані, які базуються на оцінках постачальників, про падіння продажів товарів російського виробництва на 20-60% залежно від сегмента та регіону
28 червня ініціативною групою харків'ян був почат збір коштів для бійців блокпостів у Луганській області. Акція проводиться за підтримки Асоціації постачальників торговельних мереж http://atohelp.at.ua/ [Архівовано 18 липня 2014 у Wayback Machine.]. Перша передача відбулася вже через тиждень після відкриття проекту
У листопаді 2014 року Асоціація звернулась до АМКУ, який закінчив розслідування картельної змови щодо найбільших торговельних мереж, яке призвело до завищення цін, про накладення штрафу у 100млн.грн. 
У липні 2014 року делегація УАПТМ у Польщі
провела перемовини з однією з найбільших
польських компаній в області сертифікації
про вихід на ринок України.
У квітні 2015 року АМКУ наклав
на великі торговельні мережі загальний
штраф у сумі 203 млн.грн. 

У липні 2015 року директор Асоціації Олексій
Дорошенко був обраний головою комітету
з питань промисловості, природних
монополій та невиробничої сфери
Громадської ради при АМКУ. 

## Законотворча діяльність
У
червні 2015 року розпочата робота над
створенням Торгового Кодексу України,
бо на сьогодні відсутнє законодавство
в галузі торгівлі, у тому числі термін
торгівля відображений лише у ДСТУ та у
Законі України «Про державне регулювання
виробництва і обігу спирту етилового,
коньячного і плодового, алкогольних
напоїв  та тютюнових виробів»..  
Асоціація
постачальників торговельних мереж
бере участь у аналізі законопроектів,
які вносяться на розгляд Верховної Ради
VII та VIII скликання.
Асоціація бере активну участь у розробці Кодексу етики, якій буде регулювати відносини між постачальниками та торговельними мережами .

## Керівники УАПТМ
Директор: Олексій Дорошенко.
Заступник директора з розвитку: Вікторія Косташ.